# Споротрихоз
Споротрихоз (др. названия: болезнь Берманна — Гужеро, споротрихозный лишай) — хроническое заболевание человека и животных из группы глубоких микозов, вызываемое микроскопическим грибом рода Sporothrix — Sporothrix schenkii (syn: Sporotrichum beurmanni, Sporotrichum jenselmei).

## Проявления у человека
У человека поражаются кожа, подкожная клетчатка, реже — слизистые оболочки и внутренние органы. Возбудителей Споротрихоз[уточнить] обнаруживают[кто?] на растениях (кустарниках, траве, сене, хлебных злаках), в земле и уличной пыли, на пищевых продуктах. Споротрихоз развивается при проникновении гриба в организм через поврежденную кожу, а также через дыхательные пути и желудочно-кишечный тракт. Распространение инфекции в организме происходит с током лимфы и крови. Для споротрихоза характерно появление множественных плотных, безболезненных узлов, преимущественно на верхних конечностях. Постепенно узлы размягчаются, вскрываются с образованием язв и неправильной формы рубцов на их месте. При поражении внутренних органов заболевание может протекать как сепсис.

## Диагностика
Диагноз подтверждают бактериоскопически, гистологически и аллергическими кожными пробами.

## Лечение и Профилактика
Лечение: йодистый калий или натрий, антибиотики; местно — анилиновые краски, ихтиол.
Профилактика: тщательная и своевременная обработка кожи после травм.

## Проявления у животных
У животных возбудитель споротрихоза попадает в организм через травмированную кожу (раны, ссадины). Болеют главным образом лошади, мулы, собаки и кошки. Течение болезни хроническое. Поражаются кожный покров и сосуды лимфатической системы в области шеи и конечностей (у лошадей). Образуются пустулы, язвы, абсцессы. Возникающие на коже узлы, вначале плотные, безболезненные, размягчаются, затем через свищевые ходы вытекает гной. Впоследствии вскрывшийся узел (абсцесс) превращается в язву с приподнятыми краями. У собак узлы, а затем язвы появляются на коже по всему телу.

## Лечение и Профилактика
Лечение: йодные и сульфаниламидные препараты. Специфическая профилактика не разработана.